# Mezőhuta
Mezőhuta (ukránul: Полянська Гута) település Ukrajnában, Kárpátalján, az Ungvári járásban.

## Fekvése
Turjamező mellett, a Turia patak közelében fekvő település.

## Története
Mezőhuta 1913-ban Turjamező része lett, 1945 után azonban ismét önálló községgé alakult.